# NGC 1108
NGC 1108 é uma galáxia elíptica (E-S0) localizada na direcção da constelação de Eridanus. Possui uma declinação de -07° 57' 02" e uma ascensão recta de 2 horas, 48 minutos e 38,5 segundos.
A galáxia NGC 1108 foi descoberta em 31 de Outubro de 1886 por Lewis A. Swift.